# Zwerg-Dresdner
Zwerg-Dresdner sind eine Zwerghuhnrasse, die unter reinen Leistungsaspekten von Siegmar Zumpe aus bereits bestehenden Rassen gezüchtet wurde.

## Entstehung der Zwerghuhnrasse
Die Entwicklung und Zucht dieser Rasse erfolgte ab 1951 durch Siegmar Zumpe in Wilschdorf, einem Stadtteil der sächsischen Landeshauptstadt Dresden. Siegmar Zumpe ist der Sohn von Alfred Zumpe, dem Erzüchter der Großrasse Dresdner.
Aus klein gebliebenen Hennen der Großrasse, Antwerpener Bartzwergen und hellen Zwerg-Wyandotten wurden die ersten Tiere kombiniert. Im damaligen Westdeutschland wurden goldbraune Zwerg-New Hampshire und gelbe Zwerg-Wyandotten zur Typfestigung verwendet, was 1967 in die Anerkennung des westdeutschen Standards mündete.

## Leistungs- und Wesensmerkmale des Zwerghuhns
Während des Winterhalbjahrs sinkt die Legebereitschaft nur geringfügig ab. Im Allgemeinen ist diese Rasse besonders gut an kalte Witterungen angepasst, da der rassespezifische Rosenkamm nicht so zu Erfrierungen neigt wie beispielsweise ein Einfachkamm.
Zwerg-Dresdner haben helles, nicht faseriges Fleisch, womit die zweite Eigenschaft eines Zwiehuhns abgedeckt ist, nämlich das Fleischerzeugnis.
Vom Typ her sind sie etwas derb erscheinend. Der Zwerg-Dresdner ist ein temperamentvolles und winterhartes Zwerghuhn. 
Vom Wesen her sind sie äußerst zutraulich dem Menschen gegenüber, wohingegen Hähne oftmals in starkem Maße ihr Revier verteidigen wollen. 
Daher sind kleinere Rangordnungskämpfe, die meistens unblutig ausgehen, nicht zu vermeiden. 
Dieses Verhalten ist auch bei den Hennen zu beobachten, die auch zu Futterneid neigen, ein Merkmal für eine gute Eierlegerin.

## Standard und Form der Zwerg-Dresdner
In deutlicher Unterscheidung zu den ansonsten sehr ähnlichen Zwerg-New Hampshire haben Zwerg-Dresdner einen längeren Rumpf. Sie haben ihrer Schulterbreite entsprechend eine breite Sattelpartie. Die Rückenlinie verläuft waagerecht und steigt ohne eckigen Verlauf in den Schwanz, der im stumpfen Winkel getragen wird. Die Sicheln des Hahns sollten nicht zu lang sein. Sowohl die Brust- auch als die Bauchpartie erscheint voll. Der Zwerg-Dresdner hat einen mittelhohen Stand, die Schenkel treten weniger hervor, die Läufe sind mittelhoch. Der Schwanz der Henne soll breit sein sowie offen getragen. Der Rosenkamm ist vorne breit angesetzt. Dessen Dorn folgt dem Nacken. Die Kehllappen sollen hierzu passend nicht zu lang sein. Die Ohrlappen sind rot, die Augenfarbe orangefarben bis rot.
Mit dem Dresdner existiert auch eine Hühnerrasse, die vom gleichen Sonderverein wie die Zwerg-Dresdner betreut wird. Die Zwerg-Dresdner sind zahlenmäßig häufiger als die Großrasse.